# Mando Diao
Мандо дијао (швед. Mando Diao) је шведска рок група, настала 1995. Свој први албум, Bring 'Em In, објавили су 2002. године, и постали једна од најпопуларнијих музичких група у Скандинавији, Јапану и широм Европе, а највећи успех донео им је најновији албум Give Me Fire, издат 13. фебруара 2009.

## Историја групе

### 1995—2006: Оснивање и прва три албума
Група Мандо дијао настала је још 1995. када су Бјерн Диксгорд и бивши члан бенда Данијел Хаглунд свирали у бенду под називом Батлер. Током наредне четири године, чланови бенда су се стално смењивали, док 1999. нису дошли до данашњег састава. Диксгорд и Густав Норен су тада читавих четрнаест месеци провели закључани у једном летњиковцу, пишући песме. Њих двојица су променили назив бенда у Мандо дијао, који, по њиховим речима, нема никакво значење, већ се Диксгорду приказало у сну. Данас чланови бенда кажу да су „Мандо дијао“ њихова музика и нешто чему они дају значење, као и људи који их слушају.
Мандо дијао почели су да наступају у клубовима у њиховом родном граду Борленгеу 1999. Један локални колумниста описао их је као „најбољи бенд без уговора који је он икада видео“. Ускоро је група потписала свој први уговор са издавачком кућом ЕМИ. Њихов први албум, Bring 'Em In, објављен је 2002. године, и постигао велики успех у Скандинавији и Јапану. Албум је достигао пето место на листи најбољих албума у Шведској, а Мандо дијао су похваљени од стране многих критичара као један од најбољих нових бендова данашњице. Након успешног концерта у Јапану 2003, након ког је Мандо дијао проглашен најпопуларнијим иностраним бендом у Јапану, Данијел Хаглунд је напустио бенд.
Други албум Мандо дијао су издали 2004. године, са Матсом Бјеркеом као новим клавијатуристом. Hurricane Bar нашао се на шестој позицији листе албума у Шведској, као и на 18. и 25. на листама у Немачкој, односно Аустрији, а проглашен је и једним од најбољих 100 албума у 2005. години од стране интернет странице Амазон. Посебан успех постигао сингл „God Knows“ који је коришћен и као музичка подлога у видео–игри FIFA 06, објављеном током Светског првенства у фудбалу 2006. Те године, група је објавила DVD издање Down in the Past и нови студијски албум Ode to Ochrasy. Албум је постигао велики успех, поготово на листама у Шведској, Немачкој, Аустрији и Швајцарској, у којима је достигао и златни тираж.

### 2007—2007:и
Албум Never Seen the Light of Day сниман је током светске турнеје Мандо дијао 2007. године. Током наступа групе у шведском граду Умеу, под на коме су стајали обожаваоци испред бине се урушио, а двадесет и пет особа је било повређено. Чланови Мандо дијао нису отпутовали исте вечери, као што је планирано, већ су лично посетили повређене у болници и помогли у њиховом збрињавању. 7. јула 2007. бенд је наступио на Live Earth концерту у Хамбургу. За то време, Never Seen the Light of Day постигао је велики успех на музичким листама, иако су синглови са самог албума прошли прилично незапажено.
Свој пети албум Мандо дијао снимали су током целе 2008. и почетком 2009. године. Према речима чланова бенда, на музички стил њиховог новог албума највише су утицали Мајкл Џексон, Марвин Геј и црначка музика 1960–их и 1970–их, као и музика двојца Ленон–Макартни, која је била основна инспирација бенду 1999. Give Me Fire је објављен 13. фебруара 2009, и дебитовао је на првом месту листа албума у Немачкој, Аустрији и Швајцарској, другом месту у Шведској и 39. месту у Грчкој. Критика, али и сами чланови бенда, сматрају овај албум својим најбољим до сада. 12. јула 2009. Мандо дијао су одржали успешан концерт у оквиру EXIT фестивала у Новом Саду. Мандо дијао су 2009. такође били номиновани за МТВ Европа награду за најбољег шведског уметника, али је награду освојила Агнес Карлсон.

## Дискографија
- 2002 — Bring 'Em In
- 2004 — Hurricane Bar
- 2006 — Ode to Ochrasy
- 2007 — Never Seen the Light of Day
- 2009 — Give Me Fire

## Награде и номинације
| Година | Награда                    | Категорија              | Резултат   |
| 2009   | МТВ Европа музичке награде | Најбољи шведски извођач | Номинација |